# Loflammia epiphylla
Loflammia epiphylla är en lavart som först beskrevs av Fée, och fick sitt nu gällande namn av Lücking & Vezda 1999. Loflammia epiphylla ingår i släktet Loflammia och familjen Ectolechiaceae.   Inga underarter finns listade i Catalogue of Life.